# Église Saint-Vincent de Séquières
Pour les articles homonymes, voir église Saint-Vincent.
L'église Saint-Vincent de Séquières est une église romane en ruines située dans le village abandonné de Séquières, sur la commune de Trévillach, dans le département français des Pyrénées-Orientales.